# Myospila fluminensis
Myospila fluminensis är en tvåvingeart som beskrevs av Márcia Souto Couri och Guilherme A.M.Lopes 1988. Myospila fluminensis ingår i släktet Myospila och familjen husflugor. Inga underarter finns listade i Catalogue of Life.